# O Rei do Gado
O Rei do Gado (Le Roi du bétail) est une telenovela brésilienne diffusée en 1996-1997 par Rede Globo.